# Luis XIII de Francia
Luis XIII de Francia, llamado el Justo (Fontainebleau, 27 de septiembre de 1601-Saint-Germain-en-Laye, 14 de mayo de 1643), fue rey de Francia y de Navarra (1610-1643) y copríncipe de Andorra (1610-1643). Era hijo de Enrique IV de Francia y de María de Médici y fue el padre de Luis XIV, el llamado Rey Sol.

## Infancia

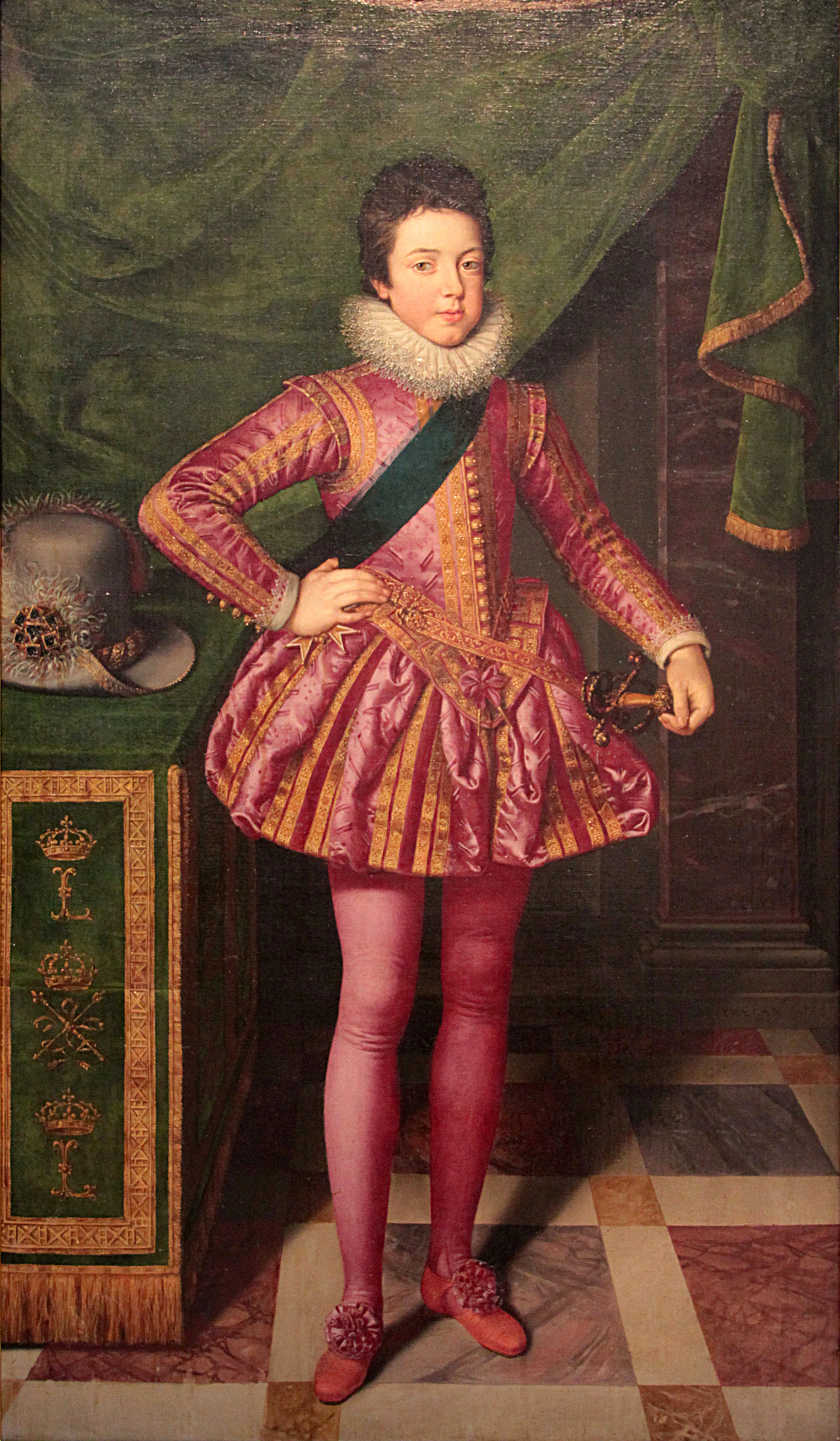
Retrato de Luis XIII en 1611 por Frans Pourbus el Joven (Palacio Pitti).

La infancia de Luis XIII es conocida gracias al protocolo dejado por su médico personal, el cual anotaba no solo los detalles de la salud de su paciente, sino que también llegó a escribir apartes sobre su vida íntima.
Luis XIII creció con sus hermanos en el castillo de Saint-Germain-en-Laye. Fue criado al lado de los hijos bastardos de su padre, en una atmósfera que según parece era algo disoluta. Un diplomático italiano escribiría en 1608 no haber visto un desorden más grande que el de la corte de Francia. El futuro rey concibió una gran aversión por el desorden y la depravación. El delfín no salió de Saint-Germain hasta 1609, cuando partió para vivir en el Louvre al lado de su padre para aprender sobre su futuro cargo como rey. 
El joven rey recibe una educación superficial por parte de su preceptor, Gilles de Souvré. Poco interesado en el latín y las letras, el joven rey se interesa más que nada en la caza y la música. Luis XIII es también un buen dibujante y un buen caballero, gracias a las enseñanzas de su subgobernante, Antoine de Pluvinel, pero como confiesa su tartamudez, es tímido y no tiene confianza en sí mismo. Muchos de sus biógrafos le atribuyen un carácter violento, nervioso, inquieto, agresivo. Algunos testimonios hacen referencia a los maltratos a los que fue sometido el delfín por su padre Enrique IV para modelar su personalidad y dotarla de la virilidad que creía le faltaba. 
En 1610, cuando muere asesinado Enrique IV, Luis XIII accede al trono con tan solo nueve años. El poder es entonces asegurado por su madre María de Médici, quien asume la regencia en el reino. La mayoría de edad del rey es proclamada en 1614, pero María declara que Luis es demasiado débil de cuerpo y alma para asumir los deberes de su cargo, lo aparta del consejo y deja que gobiernen sus favoritos Concino Concini y Leonora Dori, quienes acaparan los cargos más altos e importantes del reino.
Traumatizado por la muerte brutal de su padre, el pequeño rey no tuvo una infancia muy alegre. Primero, no pudo encontrar ningún sustituto al amor paternal al lado de su madre que no lo consideraba para nada y siempre mostró especial trato por su hijo pequeño, Gastón. Luis, tras la muerte de Margarita de Valois, última de la rama real de la estirpe Valois y primera esposa de su padre se encierra rápidamente en sí mismo ya que ella sí lo tuvo en consideración durante su niñez. Además, el odio hacia los favoritos italianos de su madre aumenta su tristeza. A medida que Luis crece, se convierte en una persona taciturna y desconfiada.
Al lado de todos sus defectos, Luis tenía los instintos de un rey digno como su padre. Se indignaba de ver a Concino Concini, un extranjero incapaz, según él, de usurpar el gobierno de su reino, mientras que a él lo dejaban en un rincón del Louvre. El rey sufría también de celos por su hermano Gastón, quien había sido nombrado duque de Anjou y de Orleans, y quien fuera el favorito de la regente. 
La regencia de María de Médici fue catastrófica. La terrible gestión de los asuntos por parte de la reina hace que se creen problemas en el reino, y genera en el pequeño rey un gran sentimiento de amargura. En 1615, María casa a su hijo con Ana de Austria, infanta de España el 21 de noviembre en la ciudad de Burdeos. Para Luis no es más que otra humillación, pues según el recuerdo de su padre, Luis ve en Ana una simple española y por lo tanto una enemiga. El rey, que solo tenía 14 años, no consuma su matrimonio, y hay que esperar cuatro años para que el rey, empujado por el duque de Luynes, comparta sus aposentos con la reina.

## Conflictos del reino

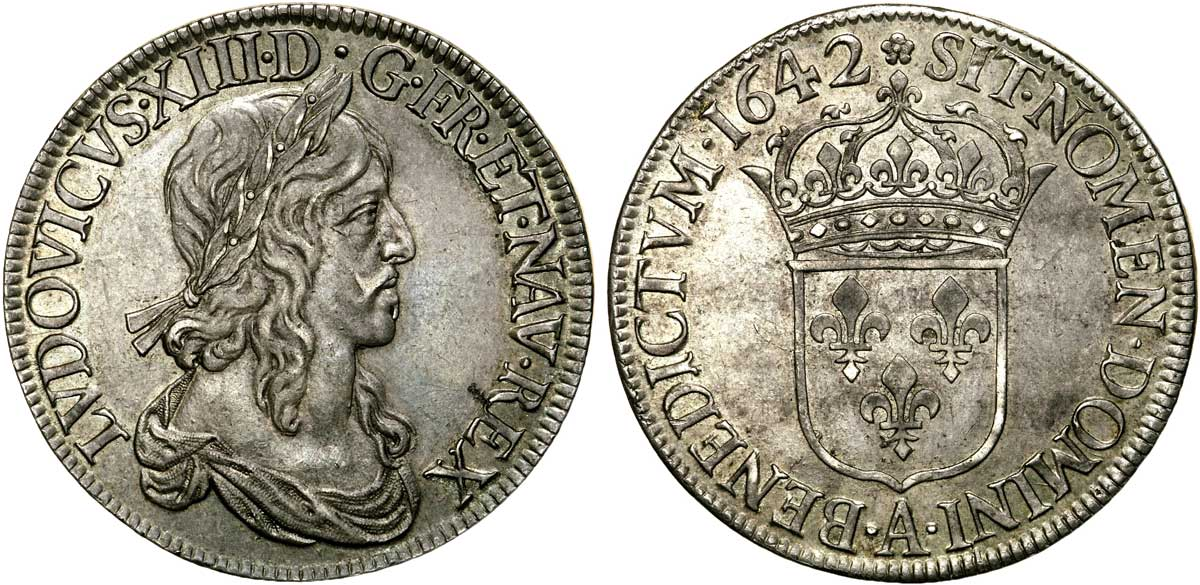
Escudo de plata con la efigie de Luis XIII.

Gracias a un golpe de fuerza, el 24 de abril de 1617 Luis XIII accede al poder, ordenando la muerte del favorito de su madre, Concino Concini. Hace exiliar a su madre a Blois con el fin de poder ocupar el trono. En realidad, Luis XIII reemplaza a Concini por su propio favorito, el duque de Luynes. Luynes acumula títulos y fortuna, lo que crea un sentimiento de discordia entre algunos, ya que el favorito del rey es además un pésimo hombre de estado.

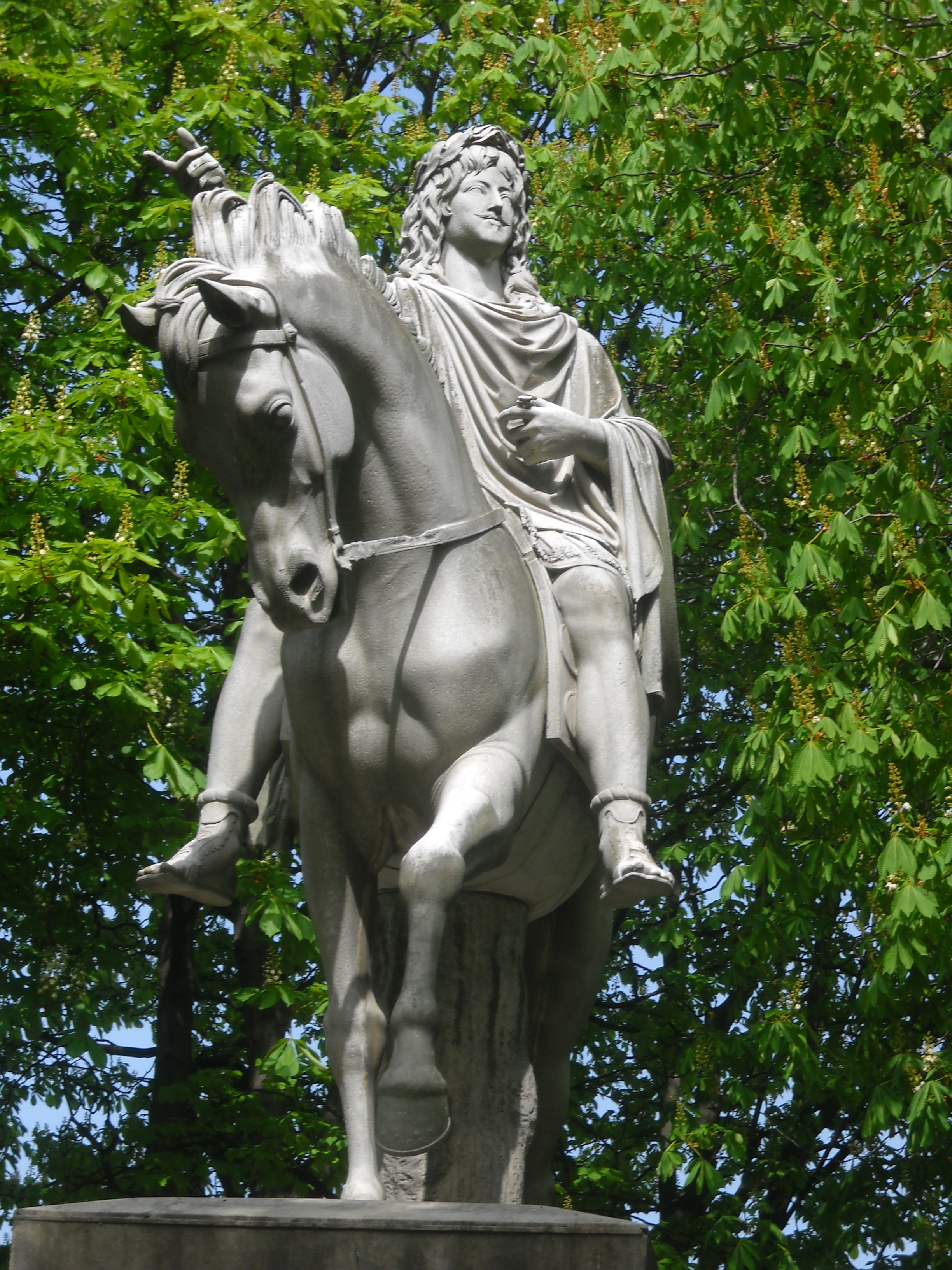
Estatua de Luis XIII en la plaza de los Vosgos, en el barrio de Le Marais de París.

Las campañas de Luis contra los hugonotes (1621-1622).

En 1619 la reina madre se escapa del castillo de Blois y levanta un ejército contra su hijo, quien decide reconciliarse con ella firmando el tratado de Angulema, en el que Luis le cede las ciudades de Angers y Chinon, pero le prohíbe que vuelva al consejo. En 1620, María provoca una guerra civil que concluyó con su derrota total en la batalla de Ponts-de-Cé en agosto de 1620. Temeroso de que su madre siguiera maquinando para derrocarlo, el rey decide aceptar su retorno a la corte de Francia. 
Poco después de que se diera la paz, el rey viaja a Pau en Bearn, para restablecer el culto católico, prohibido por los protestantes desde hacía ya más de medio siglo. Desde entonces Luis XIII quiso poner fin a los privilegios políticos de los cuales se beneficiaban los protestantes desde las guerras religiosas. Desde ahí comienzan interrumpidamente las rebeliones hugonotas desde 1621 hasta 1629.
En 1621 lleva a cabo una primera campaña contra los protestantes, lo que permite la toma de Saint-Jean-d'Angély, pero pierde ante Montauban en gran parte gracias a la incompetencia de Luynes. Este último muere de escarlatina durante el sitio de Monheurt. Su fallecimiento dejó un gran vacío de poder; que el rey otorgó la gestión estatal a una gerontocracia, a falta de nuevo favorito enérgico, que administró el país con escasa habilidad durante los dos años siguientes. Luis XIII decidió participar activamente en los negocios del Estado y vincularse a un solo ministro: gobernó con el canciller Brûlart de Sillery y su hijo, el marqués de Puisieux, así como con La Vieuville, que perdieron rápidamente el favor por su incompetencia. La corte se hallaba por entonces dividida en tres grupos rivales: el del canciller, el de la reina madre y el de Condé, primer príncipe de sangre, representante de los intereses feudales y del partido ultracatólico. El partido de ancianos carente de verdaderos estadistas que encabezaba Brûlart de Sillery dominó el Gobierno hasta comienzos de 1624. Condé, descontento con la política de sus enemigos los Brûlart, marchó de peregrinaje a Italia y para cuando regresó a Francia había perdido toda influencia reseñable. El país, que había adoptado una posición filocatólica al estallar la guerra de los Treinta Años, se hallaba aislada diplomáticamente: Holanda, los príncipes protestantes alemanes y los suizos rechazaban la actitud francesa, mientras que la mejora de relaciones con los Habsburgo alemanes y españoles era inestable y no bastaba para ocultar las tensiones y los intereses contrapuestos. En el interior, el país se hallaba sumido en una nueva guerra civil, el Gobierno era frágil y las finanzas se hallaban exhaustas, como lo estuvieron durante todo el reinado de Luis.

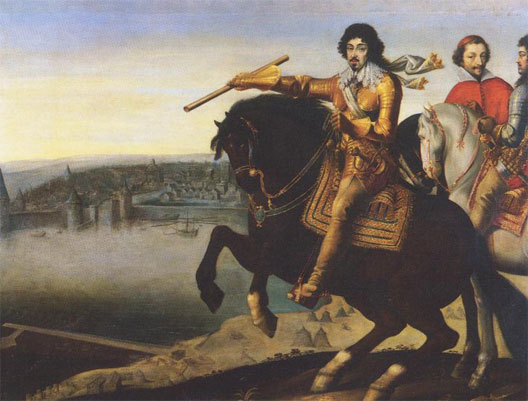
Luis XIII y el cardenal Richelieu victoriosos en el asedio de La Rochelle.

En 1624, María de Médici logra hacer entrar al cardenal Richelieu en el consejo del rey, prelado que había sido representante del clero en los estados generales de 1614 y ministro del gobernador Concini. La mayor parte de historiadores resaltan la cercanía de las relaciones entre Luis XIII y el cardenal Richelieu, que escribió: «Je soumets cette pensée comme toutes les autres à votre majesté» («Someto este pensamiento como todos los otros a su majestad»), para decir al rey que no intentaría gobernar jamás en su lugar.
Los dos hombres comparten una misma concepción de la grandeza de Francia y de las prioridades que se imponen en el dominio político. El programa político de Richelieu se manifiesta de varias maneras: la racionalización del sistema administrativo, la lucha contra la casa de Habsburgo en el exterior y la sumisión de los grandes señores feudales.
Frecuentemente se ha dicho que Richelieu había combatido a los protestantes en el interior, de una forma planificada. Esta afirmación resulta errónea, ya que todas las guerras contra los Hugonotes fueron provocadas por las sublevaciones de uno de sus jefes: el duque de Rohan y príncipe de Soubise. Incluso el sitio de La Rochelle no se inició hasta que Rohan comenzó las hostilidades.
La rendición de esta última ciudad, después de un largo sitio que terminó en 1628, es seguido por la promulgación del edicto de gracia de Alès (28 de junio de 1629), que prohibía las asambleas políticas y suprimía las plazas fuertes protestantes, pero mantenía la libertad de culto en todo el reino, salvo en París. 
Luis XIII debe plantar cara a la hostilidad de una parte de la familia real hacia Richelieu. La jornada de los engañados (10 de noviembre de 1630), durante la cual la corte hace caso al cardenal (quien había sido despedido) luego de un violento altercado entre el rey y la reina madre, que termina con el exilio de la reina en Moulins (el rey no la vería nunca más), la prisión del canciller Michel de Marillac y la ejecución del hermano de este, el mariscal de Marillac, por motivos falaces. 
Queriendo humillar el orgullo de los grandes del reino, el rey se muestra inflexible en varias ocasiones después de la ejecución del conde François de Montmorency-Bouteville por haber violado la prohibición de duelos y luego de la ejecución del duque de Montmorency por rebelión. La leyenda que hizo de Luis un fantoche sometido a Richelieu tiene origen en el rechazo de numerosos contemporáneos que no aceptan que el rey estuviese conforme con las numerosas ejecuciones que tuvieron lugar bajo su reinado.
Luis XIII debe someter varias revueltas organizadas por Gastón de Orleans y hacer encerrar a varios de sus medio hermanos, como el duque de Vendôme.  Consciente de los dilemas que agitaban al rey, Pierre Corneille le dedica varias réplicas del Cid. La atención del rey a partir de 1631 es obnubilada por la guerra de los Treinta Años. Después de la muerte de su padre, la guerra contra España había sido en cada ocasión aplazada. El enderezamiento de Francia hecho por Richelieu llevó al crecimiento de las tensiones franco-españolas. Durante varios años, los dos países viven una pequeña guerra fría (pasaje del paso de Susa y la liberación de Mantua). El año 1635 marca un verdadero cambio: Francia declara la guerra abierta a España. En adelante, hasta el final de su reinado, el rey se compromete en una terrible guerra durante la cual, en varias ocasiones, manda personalmente su ejército (sitio de Corbie). Tras algunos años difíciles, el ejército francés logra poco a poco la derrota del ejército español.

## Obra política

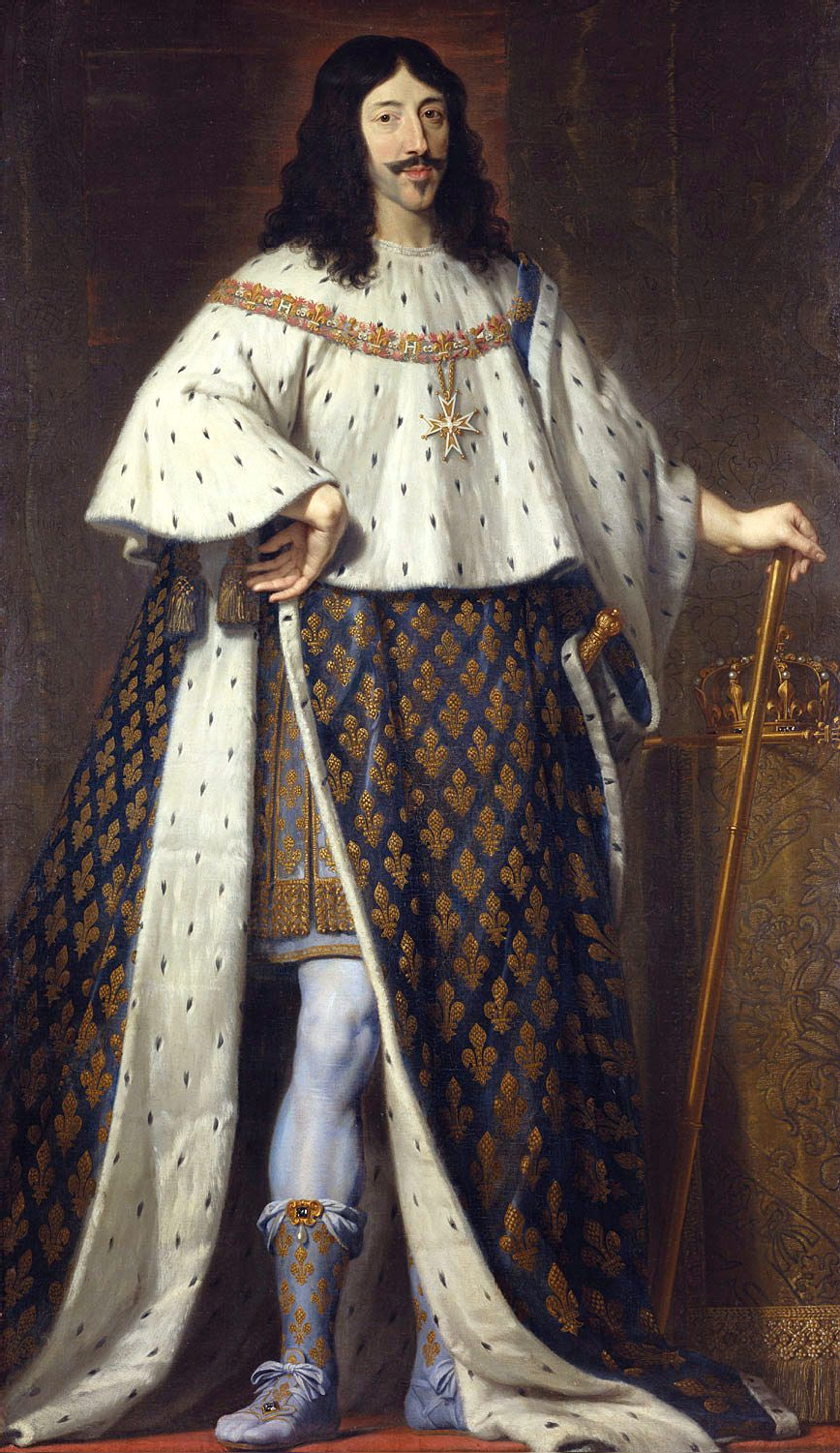
Luis XIII por Philippe de Champaigne.

Luis XIII fue un rey que se preocupó por el bienestar de su pueblo, fue él quien impuso la obligación de los obispos a dar una remuneración a los oficiales del culto. También ayudó a San Vicente de Paul a fundar una congregación religiosa en la que se buscaba ayudar a los más pobres y le confiere el título de Limosnero Real. Terminó la construcción del puente Neuf (nuevo), hizo cavar el canal de Briare y creó la primera oficina de censo de desempleados e inválidos. 
Permite también el retorno de las escuelas de los jesuitas de Clermont en París, escuelas que fueron abiertas a los hijos de los burgueses. Es Luis XIII quien crea el cuerpo de Intendentes, quienes reemplazaron a los bailios y senescales en la administración del territorio; también bajo su reino se acuña el primer luis de oro.
Las dificultades encontradas en 1638, así como su temperamento piadoso, lo llevaron a poner a Francia bajo la protección de la Virgen María. También redacta con su confesor, el padre Nicolás Caussin, un libro de rezos.
Sobre el plan territorial, Francia se extiende considerablemente bajo su reino. El Reino de Navarra (Baja Navarra; Ultrapuertos) (englobando al Bearn) fue incorporado a la corona, mientras que los protestantes dejaron de reivindicar un estado dentro del estado. Cataluña, la cual se encontraba en revueltas contra el resto de España, es anexionada temporalmente a Francia (1640-1652), así como Saboya y Piamonte. La ciudad de Pinerolo corre la misma suerte en 1630. Perpiñán y el condado del Rosellón fueron definitivamente anexionados a Francia, en la Paz de los Pirineos, reinando ya su hijo Luis XIV. Al norte, una gran parte de Hainaut fue conquistada con la toma de Arrás. Al este, Lorena es íntegramente ocupada por las tropas francesas. Finalmente, el rey subvenciona las expediciones de Samuel de Champlain a Canadá y favorece el desarrollo de la Nueva Francia.
Su relación con Richelieu fue complicada, y sin duda evolucionó con el tiempo hacia una afección verdadera. A la muerte del cardenal, el rey decide reconciliarse con algunos de los antiguos conspiradores, como su medio hermano César de Vendôme y sus hijos, el duque de Mercoeur y el duque de Beaufort, aunque no lo nombra primer ministro y continúa la política llevada a cabo por Richelieu. Antes de morir, sin embargo, el rey nombra como ministro principal a Mazarino, hechura y continuador de Richelieu, que habría de prolongar su política en el reinado siguiente, en el cual culminaría la tendencia absolutista de Luis XIV.

## Personalidad
Luis XIII fue un rey soldado como su padre. Desde pequeño estuvo fascinado por los caballos y las armas. Fue un excelente caballero, se batió frecuentemente en el campo de batalla. En tiempos de paz la caza era su pasatiempo favorito.
Era un hombre muy piadoso y profundamente católico. Si respetaba a los protestantes era solo por respeto al trabajo pacificador que hizo su padre. Su madre, María de Médici, siempre veló por que su hijo recibiera una estricta educación católica, al punto de que Luis XIII sentía horror del pecado. Su rechazo de las vanidades propició que tuviera una gran desconfianza hacia sus cortesanos y siempre estuviera investigando sus posibles conspiraciones contra él, siendo inflexible con la levantisca nobleza; pero desconfiaba sobre todo de las mujeres, a las cuales consideraba frívolas y viciosas, quizá por el asfixiante poder que su madre había ejercido sobre él.
La misoginia del rey hizo correr algunos rumores sobre su posible homosexualidad. Luis XIII tuvo un cierto número de favoritos (en orden: duque de Luynes, marqués de Toiras, Baradat, duque de San Simón y el marqués de Cinq-Mars) aunque sus contemporáneos parecen no haber visto en sus amistades masculinas prueba alguna de homosexualidad. Algunos historiadores han examinado la teoría de la posible homosexualidad de Luis XIII, aunque ninguno ha logrado aportar pruebas tangibles que permitan corroborar la teoría.

## La sucesión del rey

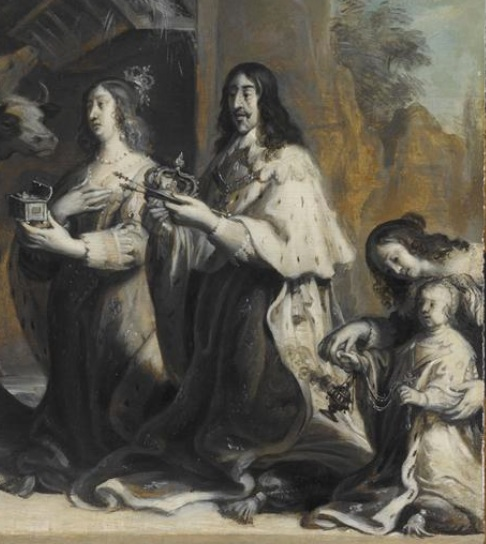
Luis XIII, su esposa Ana de Austria y el pequeño delfín Luis haciendo ofrendas durante la natividad de 1639.

La mayor preocupación de Luis XIII durante su reinado fue la ausencia de un heredero varón. Con una salud mediocre y sacudida por fuertes enfermedades, el rey estuvo a punto de morir en varias ocasiones. El hecho de que el rey hubiera podido morir súbitamente sin dejar heredero, hizo crecer una gran esperanza en los pretendientes al trono, entre los que se encontraban su hermano, sus medios hermanos y sus sobrinos. Además la dificultosa relación entre rey y la reina hacía que la esperanza de los príncipes aumentara, esperando que el rey no tuviera un heredero.
En 1626, la reina, empujada por la duquesa de Chevreuse, participa en el complot del conde de Chalais, para asesinar al rey. A partir de la fecha, la pareja vive separada. Después de que Francia entrara en la guerra de los Treinta Años, Ana de Habsburgo trata de informar en secreto a los españoles sobre las disposiciones militares y políticas francesas. Una vez que la traición fuera descubierta, se habló de divorcio y de repudio, pero el asunto fue finalmente sofocado por el propio rey.
En la misma época, el rey está en una posición difícil a nivel internacional ya que se encuentra en conflicto con dos soberanos Habsburgo: Fernando III del Sacro Imperio y Felipe IV de España. Es en este contexto en el 1638, y luego de 23 años de matrimonio, nació:
- Luis-Dieudonné (1638-1715), llamado «el niño del milagro» y sucesor de su padre con el nombre de Luis XIV.

En 1640 los reyes tienen un segundo hijo:
- Felipe (1640-1701), futuro duque de Orleans y fundador de la colateral Casa de Orleans.

## Muerte
Luis XIII murió en París el 14 de mayo de 1643, exactamente el día del 33 aniversario de la muerte de su padre Enrique IV de Francia, después de haber pasado seis semanas con cólicos y vómitos. Según el biógrafo A. Lloyd Mooty, "sus intestinos estaban inflamados y ulcerados, haciendo virtualmente imposible la digestión. Además, una tuberculosis le había afectado a los pulmones y le hacía toser con frecuencia", sin mencionar su debilitamiento psicológico por todos los problemas que había afrontado; más tarde se sugiere la enfermedad de Crohn. También podrían añadirse los remedios de sus médicos, tanto enemas como sangrías, que le practicaron hasta su muerte.
Su cuerpo fue llevado hasta la Basílica de Saint-Denis, sin ninguna ceremonia según los deseos del rey, que no quería agobiar a su pueblo con un gasto excesivo e inútil.

## Ancestros
| \| \| \| \| \| \| \| \| \| \| \| \| \| \| \| \| \| \| \| \| 16. Francisco de Vendôme \| \| \| \| \| \| \| \| \| \| \| \| \| \| \| \| \| \| \| \| \| \| \| \| \| \| \| \| \| \| \| \| \| \| \| \| \| \| \| \| \| \| \| \| \| \| \| \| \| \| \| \| \| \| 8. Carlos IV de Borbón \| \| \| \| \| \| \| \| \| \| \| \| \| \| \| \| \| \| \| \| \| \| \| \| \| \| \| \| \| \| \| \| \| \| \| \| \| \| \| \| \| \| \| \| \| \| \| \| \| \| \| \| \| \| 17. María de Luxemburgo \| \| \| \| \| \| \| \| \| \| \| \| \| \| \| \| \| \| \| \| \| \| \| \| \| \| \| \| \| \| \| \| \| \| \| \| \| \| \| \| \| \| \| \| \| \| \| \| \| \| \| \| \| \| 4. Antonio de Borbón \| \| \| \| \| \| \| \| \| \| \| \| \| \| \| \| \| \| \| \| \| \| \| \| \| \| \| \| \| \| \| \| \| \| \| \| \| \| \| \| \| \| \| \| \| \| \| \| \| \| \| \| \| \| 18. René de Alençon \| \| \| \| \| \| \| \| \| \| \| \| \| \| \| \| \| \| \| \| \| \| \| \| \| \| \| \| \| \| \| \| \| \| \| \| \| \| \| \| \| \| \| \| \| \| \| \| \| \| \| \| \| \| 9. Francisca de Alençon \| \| \| \| \| \| \| \| \| \| \| \| \| \| \| \| \| \| \| \| \| \| \| \| \| \| \| \| \| \| \| \| \| \| \| \| \| \| \| \| \| \| \| \| \| \| \| \| \| \| \| \| \| \| 19. Margarita de Lorena \| \| \| \| \| \| \| \| \| \| \| \| \| \| \| \| \| \| \| \| \| \| \| \| \| \| \| \| \| \| \| \| \| \| \| \| \| \| \| \| \| \| \| \| \| \| \| \| \| \| \| \| \| \| 2. Enrique IV de Francia \| \| \| \| \| \| \| \| \| \| \| \| \| \| \| \| \| \| \| \| \| \| \| \| \| \| \| \| \| \| \| \| \| \| \| \| \| \| \| \| \| \| \| \| \| \| \| \| \| \| \| \| \| \| 20. Juan III de Albret \| \| \| \| \| \| \| \| \| \| \| \| \| \| \| \| \| \| \| \| \| \| \| \| \| \| \| \| \| \| \| \| \| \| \| \| \| \| \| \| \| \| \| \| \| \| \| \| \| \| \| \| \| \| 10. Enrique II de Navarra \| \| \| \| \| \| \| \| \| \| \| \| \| \| \| \| \| \| \| \| \| \| \| \| \| \| \| \| \| \| \| \| \| \| \| \| \| \| \| \| \| \| \| \| \| \| \| \| \| \| \| \| \| \| 21. Catalina de Navarra \| \| \| \| \| \| \| \| \| \| \| \| \| \| \| \| \| \| \| \| \| \| \| \| \| \| \| \| \| \| \| \| \| \| \| \| \| \| \| \| \| \| \| \| \| \| \| \| \| \| \| \| \| \| 5. Juana III de Navarra \| \| \| \| \| \| \| \| \| \| \| \| \| \| \| \| \| \| \| \| \| \| \| \| \| \| \| \| \| \| \| \| \| \| \| \| \| \| \| \| \| \| \| \| \| \| \| \| \| \| \| \| \| \| 22. Carlos de Orleans \| \| \| \| \| \| \| \| \| \| \| \| \| \| \| \| \| \| \| \| \| \| \| \| \| \| \| \| \| \| \| \| \| \| \| \| \| \| \| \| \| \| \| \| \| \| \| \| \| \| \| \| \| \| 11. Margarita de Angulema \| \| \| \| \| \| \| \| \| \| \| \| \| \| \| \| \| \| \| \| \| \| \| \| \| \| \| \| \| \| \| \| \| \| \| \| \| \| \| \| \| \| \| \| \| \| \| \| \| \| \| \| \| \| 23. Luisa de Saboya \| \| \| \| \| \| \| \| \| \| \| \| \| \| \| \| \| \| \| \| \| \| \| \| \| \| \| \| \| \| \| \| \| \| \| \| \| \| \| \| \| \| \| \| \| \| \| \| \| \| \| \| \| \| 1. Luis XIII de Francia \| \| \| \| \| \| \| \| \| \| \| \| \| \| \| \| \| \| \| \| \| \| \| \| \| \| \| \| \| \| \| \| \| \| \| \| \| \| \| \| \| \| \| \| \| \| \| \| \| \| \| \| \| \| 24. Juan de Médici \| \| \| \| \| \| \| \| \| \| \| \| \| \| \| \| \| \| \| \| \| \| \| \| \| \| \| \| \| \| \| \| \| \| \| \| \| \| \| \| \| \| \| \| \| \| \| \| \| \| \| \| \| \| 12. Cosme I de Médici \| \| \| \| \| \| \| \| \| \| \| \| \| \| \| \| \| \| \| \| \| \| \| \| \| \| \| \| \| \| \| \| \| \| \| \| \| \| \| \| \| \| \| \| \| \| \| \| \| \| \| \| \| \| 25. María Salviati \| \| \| \| \| \| \| \| \| \| \| \| \| \| \| \| \| \| \| \| \| \| \| \| \| \| \| \| \| \| \| \| \| \| \| \| \| \| \| \| \| \| \| \| \| \| \| \| \| \| \| \| \| \| 6. Francisco I, Gran duque de Toscana \| \| \| \| \| \| \| \| \| \| \| \| \| \| \| \| \| \| \| \| \| \| \| \| \| \| \| \| \| \| \| \| \| \| \| \| \| \| \| \| \| \| \| \| \| \| \| \| \| \| \| \| \| \| 26. Pedro Álvarez de Toledo y Zúñiga \| \| \| \| \| \| \| \| \| \| \| \| \| \| \| \| \| \| \| \| \| \| \| \| \| \| \| \| \| \| \| \| \| \| \| \| \| \| \| \| \| \| \| \| \| \| \| \| \| \| \| \| \| \| 13. Leonor de Toledo \| \| \| \| \| \| \| \| \| \| \| \| \| \| \| \| \| \| \| \| \| \| \| \| \| \| \| \| \| \| \| \| \| \| \| \| \| \| \| \| \| \| \| \| \| \| \| \| \| \| \| \| \| \| 27. María Pimentel-Osorio \| \| \| \| \| \| \| \| \| \| \| \| \| \| \| \| \| \| \| \| \| \| \| \| \| \| \| \| \| \| \| \| \| \| \| \| \| \| \| \| \| \| \| \| \| \| \| \| \| \| \| \| \| \| 3. María de Medici \| \| \| \| \| \| \| \| \| \| \| \| \| \| \| \| \| \| \| \| \| \| \| \| \| \| \| \| \| \| \| \| \| \| \| \| \| \| \| \| \| \| \| \| \| \| \| \| \| \| \| \| \| \| 28. Felipe I de Castilla \| \| \| \| \| \| \| \| \| \| \| \| \| \| \| \| \| \| \| \| \| \| \| \| \| \| \| \| \| \| \| \| \| \| \| \| \| \| \| \| \| \| \| \| \| \| \| \| \| \| \| \| \| \| 14. Fernando I de Habsburgo \| \| \| \| \| \| \| \| \| \| \| \| \| \| \| \| \| \| \| \| \| \| \| \| \| \| \| \| \| \| \| \| \| \| \| \| \| \| \| \| \| \| \| \| \| \| \| \| \| \| \| \| \| \| 29. Juana de Castilla \| \| \| \| \| \| \| \| \| \| \| \| \| \| \| \| \| \| \| \| \| \| \| \| \| \| \| \| \| \| \| \| \| \| \| \| \| \| \| \| \| \| \| \| \| \| \| \| \| \| \| \| \| \| 7. Juana de Habsburgo-Jagellón \| \| \| \| \| \| \| \| \| \| \| \| \| \| \| \| \| \| \| \| \| \| \| \| \| \| \| \| \| \| \| \| \| \| \| \| \| \| \| \| \| \| \| \| \| \| \| \| \| \| \| \| \| \| 30. Ladislao de Bohemia y Hungría \| \| \| \| \| \| \| \| \| \| \| \| \| \| \| \| \| \| \| \| \| \| \| \| \| \| \| \| \| \| \| \| \| \| \| \| \| \| \| \| \| \| \| \| \| \| \| \| \| \| \| \| \| \| 15. Ana de Bohemia y Hungría \| \| \| \| \| \| \| \| \| \| \| \| \| \| \| \| \| \| \| \| \| \| \| \| \| \| \| \| \| \| \| \| \| \| \| \| \| \| \| \| \| \| \| \| \| \| \| \| \| \| \| \| \| \| 31. Ana de Foix-Candale \| \| \| \| \| \| \| \| \| \| \| \| \| \| \| \| \| \| \| \| \| \| \| \| \| \| \| \| \| \| \| \| \| \| \| \| \| \| \| \| \| \| \| \| \| \| \| \| \| \| \| \| |                                       |  |  |  |  |  |  |  |  |  |  |  |  |  |  |  |
| |                                       |  |  |  |  |  |  |  |  |  |  |  |  |  |  |  |
| | 16. Francisco de Vendôme              |  |  |  |  |  |  |  |  |  |  |  |  |  |  |  |
| |                                       |  |  |  |  |  |  |  |  |  |  |  |  |  |  |  |
| |                                       |  |  |  |  |  |  |  |  |  |  |  |  |  |  |  |
| | 8. Carlos IV de Borbón                |  |  |  |  |  |  |  |  |  |  |  |  |  |  |  |
| |                                       |  |  |  |  |  |  |  |  |  |  |  |  |  |  |  |
| |                                       |  |  |  |  |  |  |  |  |  |  |  |  |  |  |  |
| | 17. María de Luxemburgo               |  |  |  |  |  |  |  |  |  |  |  |  |  |  |  |
| |                                       |  |  |  |  |  |  |  |  |  |  |  |  |  |  |  |
| |                                       |  |  |  |  |  |  |  |  |  |  |  |  |  |  |  |
| | 4. Antonio de Borbón                  |  |  |  |  |  |  |  |  |  |  |  |  |  |  |  |
| |                                       |  |  |  |  |  |  |  |  |  |  |  |  |  |  |  |
| |                                       |  |  |  |  |  |  |  |  |  |  |  |  |  |  |  |
| | 18. René de Alençon                   |  |  |  |  |  |  |  |  |  |  |  |  |  |  |  |
| |                                       |  |  |  |  |  |  |  |  |  |  |  |  |  |  |  |
| |                                       |  |  |  |  |  |  |  |  |  |  |  |  |  |  |  |
| | 9. Francisca de Alençon               |  |  |  |  |  |  |  |  |  |  |  |  |  |  |  |
| |                                       |  |  |  |  |  |  |  |  |  |  |  |  |  |  |  |
| |                                       |  |  |  |  |  |  |  |  |  |  |  |  |  |  |  |
| | 19. Margarita de Lorena               |  |  |  |  |  |  |  |  |  |  |  |  |  |  |  |
| |                                       |  |  |  |  |  |  |  |  |  |  |  |  |  |  |  |
| |                                       |  |  |  |  |  |  |  |  |  |  |  |  |  |  |  |
| | 2. Enrique IV de Francia              |  |  |  |  |  |  |  |  |  |  |  |  |  |  |  |
| |                                       |  |  |  |  |  |  |  |  |  |  |  |  |  |  |  |
| |                                       |  |  |  |  |  |  |  |  |  |  |  |  |  |  |  |
| | 20. Juan III de Albret                |  |  |  |  |  |  |  |  |  |  |  |  |  |  |  |
| |                                       |  |  |  |  |  |  |  |  |  |  |  |  |  |  |  |
| |                                       |  |  |  |  |  |  |  |  |  |  |  |  |  |  |  |
| | 10. Enrique II de Navarra             |  |  |  |  |  |  |  |  |  |  |  |  |  |  |  |
| |                                       |  |  |  |  |  |  |  |  |  |  |  |  |  |  |  |
| |                                       |  |  |  |  |  |  |  |  |  |  |  |  |  |  |  |
| | 21. Catalina de Navarra               |  |  |  |  |  |  |  |  |  |  |  |  |  |  |  |
| |                                       |  |  |  |  |  |  |  |  |  |  |  |  |  |  |  |
| |                                       |  |  |  |  |  |  |  |  |  |  |  |  |  |  |  |
| | 5. Juana III de Navarra               |  |  |  |  |  |  |  |  |  |  |  |  |  |  |  |
| |                                       |  |  |  |  |  |  |  |  |  |  |  |  |  |  |  |
| |                                       |  |  |  |  |  |  |  |  |  |  |  |  |  |  |  |
| | 22. Carlos de Orleans                 |  |  |  |  |  |  |  |  |  |  |  |  |  |  |  |
| |                                       |  |  |  |  |  |  |  |  |  |  |  |  |  |  |  |
| |                                       |  |  |  |  |  |  |  |  |  |  |  |  |  |  |  |
| | 11. Margarita de Angulema             |  |  |  |  |  |  |  |  |  |  |  |  |  |  |  |
| |                                       |  |  |  |  |  |  |  |  |  |  |  |  |  |  |  |
| |                                       |  |  |  |  |  |  |  |  |  |  |  |  |  |  |  |
| | 23. Luisa de Saboya                   |  |  |  |  |  |  |  |  |  |  |  |  |  |  |  |
| |                                       |  |  |  |  |  |  |  |  |  |  |  |  |  |  |  |
| |                                       |  |  |  |  |  |  |  |  |  |  |  |  |  |  |  |
| | 1. Luis XIII de Francia               |  |  |  |  |  |  |  |  |  |  |  |  |  |  |  |
| |                                       |  |  |  |  |  |  |  |  |  |  |  |  |  |  |  |
| |                                       |  |  |  |  |  |  |  |  |  |  |  |  |  |  |  |
| | 24. Juan de Médici                    |  |  |  |  |  |  |  |  |  |  |  |  |  |  |  |
| |                                       |  |  |  |  |  |  |  |  |  |  |  |  |  |  |  |
| |                                       |  |  |  |  |  |  |  |  |  |  |  |  |  |  |  |
| | 12. Cosme I de Médici                 |  |  |  |  |  |  |  |  |  |  |  |  |  |  |  |
| |                                       |  |  |  |  |  |  |  |  |  |  |  |  |  |  |  |
| |                                       |  |  |  |  |  |  |  |  |  |  |  |  |  |  |  |
| | 25. María Salviati                    |  |  |  |  |  |  |  |  |  |  |  |  |  |  |  |
| |                                       |  |  |  |  |  |  |  |  |  |  |  |  |  |  |  |
| |                                       |  |  |  |  |  |  |  |  |  |  |  |  |  |  |  |
| | 6. Francisco I, Gran duque de Toscana |  |  |  |  |  |  |  |  |  |  |  |  |  |  |  |
| |                                       |  |  |  |  |  |  |  |  |  |  |  |  |  |  |  |
| |                                       |  |  |  |  |  |  |  |  |  |  |  |  |  |  |  |
| | 26. Pedro Álvarez de Toledo y Zúñiga  |  |  |  |  |  |  |  |  |  |  |  |  |  |  |  |
| |                                       |  |  |  |  |  |  |  |  |  |  |  |  |  |  |  |
| |                                       |  |  |  |  |  |  |  |  |  |  |  |  |  |  |  |
| | 13. Leonor de Toledo                  |  |  |  |  |  |  |  |  |  |  |  |  |  |  |  |
| |                                       |  |  |  |  |  |  |  |  |  |  |  |  |  |  |  |
| |                                       |  |  |  |  |  |  |  |  |  |  |  |  |  |  |  |
| | 27. María Pimentel-Osorio             |  |  |  |  |  |  |  |  |  |  |  |  |  |  |  |
| |                                       |  |  |  |  |  |  |  |  |  |  |  |  |  |  |  |
| |                                       |  |  |  |  |  |  |  |  |  |  |  |  |  |  |  |
| | 3. María de Medici                    |  |  |  |  |  |  |  |  |  |  |  |  |  |  |  |
| |                                       |  |  |  |  |  |  |  |  |  |  |  |  |  |  |  |
| |                                       |  |  |  |  |  |  |  |  |  |  |  |  |  |  |  |
| | 28. Felipe I de Castilla              |  |  |  |  |  |  |  |  |  |  |  |  |  |  |  |
| |                                       |  |  |  |  |  |  |  |  |  |  |  |  |  |  |  |
| |                                       |  |  |  |  |  |  |  |  |  |  |  |  |  |  |  |
| | 14. Fernando I de Habsburgo           |  |  |  |  |  |  |  |  |  |  |  |  |  |  |  |
| |                                       |  |  |  |  |  |  |  |  |  |  |  |  |  |  |  |
| |                                       |  |  |  |  |  |  |  |  |  |  |  |  |  |  |  |
| | 29. Juana de Castilla                 |  |  |  |  |  |  |  |  |  |  |  |  |  |  |  |
| |                                       |  |  |  |  |  |  |  |  |  |  |  |  |  |  |  |
| |                                       |  |  |  |  |  |  |  |  |  |  |  |  |  |  |  |
| | 7. Juana de Habsburgo-Jagellón        |  |  |  |  |  |  |  |  |  |  |  |  |  |  |  |
| |                                       |  |  |  |  |  |  |  |  |  |  |  |  |  |  |  |
| |                                       |  |  |  |  |  |  |  |  |  |  |  |  |  |  |  |
| | 30. Ladislao de Bohemia y Hungría     |  |  |  |  |  |  |  |  |  |  |  |  |  |  |  |
| |                                       |  |  |  |  |  |  |  |  |  |  |  |  |  |  |  |
| |                                       |  |  |  |  |  |  |  |  |  |  |  |  |  |  |  |
| | 15. Ana de Bohemia y Hungría          |  |  |  |  |  |  |  |  |  |  |  |  |  |  |  |
| |                                       |  |  |  |  |  |  |  |  |  |  |  |  |  |  |  |
| |                                       |  |  |  |  |  |  |  |  |  |  |  |  |  |  |  |
| | 31. Ana de Foix-Candale               |  |  |  |  |  |  |  |  |  |  |  |  |  |  |  |
| |                                       |  |  |  |  |  |  |  |  |  |  |  |  |  |  |  |
| |                                       |  |  |  |  |  |  |  |  |  |  |  |  |  |  |  |

## Títulos
| Predecesor: Enrique III de Navarra y IV de Francia | Rey de Navarra y copríncipe de Andorra 1610-1620                          | Sucedido por: - anexión a la Corona francesa - |
| Predecesor: Enrique III de Navarra y IV de Francia | Rey de Francia y de Navarra Copríncipe de Andorra 1610 - 1643             | Sucesor: Luis XIV                              |
| Sucedido por: Felipe IV de España                  | Conde rival de Barcelona (en guerra contra Felipe IV de España) 1640-1643 | Sucesor: Luis XIV                              |
| Predecesor: Francisco de Francia                   | Delfín de Francia 1601-1610                                               | Sucesor: Luis de Francia                       |

## Cine y televisión
El rol de Luis ha sido interpretado por:

### Películas
| Año  | Película                         | Actor              |
| ---- | -------------------------------- | ------------------ |
| 1948 | Los tres mosqueteros             | Frank Morgan       |
| 1973 | Los tres mosqueteros             | Jean-Pierre Cassel |
| 1974 | Los cuatro mosqueteros           | Jean-Pierre Cassel |
| 1993 | Los tres mosqueteros             | Hugh O'Conor       |
| 2011 | Los tres mosqueteros             | Freddie Fox        |
| 2023 | Los tres mosqueteros: D'Artagnan | Louis Garrel       |

### Serie de televisión
| Año       | Serie de televisión | Actor     |
| --------- | ------------------- | --------- |
| 2014-2016 | The Musketeers      | Ryan Gage |